# Big Nelo
Emanuel de Carvalho Nguenohame (Moçâmedes, 26 de novembro de 1970), mais conhecido como Big Nelo, é um cantor e compositor angolano de música rap, hip hop e R&B.
Foi membro fundador do grupo SSP, junto com Paul G, Jeff Brown e Kudy, com o qual gravou três álbuns de originais: 99% de Amor, Odisseia e Alfa.
Em 1982 deixou os SSP e passou a fazer carreira a solo.
No ano de 1990 participou do projecto "Team de Sonho" da LS Republicano. Em 2013 passou a trabalhar com o cantor C4 Pedro no grupo B4, após a tentativa malsucedida de criar o grupo de música B26.
Lançam o disco Los Compadres em 2013.
Em 2014 recebeu o prémio de Homenagem da RNA (Rádio Nacional de Angola)..
Em 2016 forma uma nova parceria com os músicos: Cef Tanzi, Young Double e Lil Saint, formando uma nova B26 com que resultou  em um álbum intitulado "O legado da lenda".
A 4 de Abril 2019, mostra uma nova faceta ao mundo produzindo o show da banda SSP na Baía de Luanda, contando com 30.000 espectadores. 
Em Outubro de 2019, funda a empresa Karga Eventos para produção de eventos culturais e institucionais.
Em 2022 e 2023, produz o Unitel Festa da Musica, o maior festival de música actualmente. Recebe um prémio Festipub 2022 como produção do ano. https://festipub.ao/documents/LISTA-DE-VENCEDORES-2023-ACTUALIZADO.pdf

## Discografia
- Momentos da Trajectória (2005)
- KARGA (2008)
- A Minha Maneira (2011)
- Team de Sonho (2012)
- Los Compadres (2013) do B4 (dupla com C4 Pedro)[10]
- Team de Sonho (2015)
- "O Legado da Lenda"(2016)